# Lijst van bisdommen van het Grieks-orthodox patriarchaat van Alexandrië
Dit is de lijst van bisdommen van het Patriarchaat van Alexandrië. De Grieks-orthodoxe Kerk van Alexandrië bestaat uit een patriarchaal vicariaat, 19 metropolieën en 5 bisdommen.

## Metropolieën
1. Metropolie van Memphis (zetel: Heliopolis, Caïro)
2. Metropolie van Leontopolis (zetel: Ismaïlia)
3. Metropolie van Aksum (zetel: Addis Abeba)
4. Metropolie van Kenia (zetel: Nairobi)
5. Metropolie van Kampala en  geheel Oeganda (zetel: Kampala)
6. Metropolie van Johannesburg en Pretoria (zetel: Johannesburg)
7. Metropolie van Nigeria (zetel: Lagos)
8. Metropolie van Tripolis (zetel: Tripoli)
9. Metropolie van Kaap de Goede Hoop (zetel: Kaapstad)
10. Metropolie van Carthago (zetel: Tunis)
11. Metropolie van Mwanza  (zetel: Bukoba)
12. Metropolie van Pelusium (zetel: Port Said)
13. Metropolie van Ptolemais  (zetel: Mynia)
14. Metropolie van Zimbabwe (zetel: Harare)
15. Metropolie van Hermopolis (zetel: Tanta)
16. Metropolie van Irinoupolis  (zetel: Dar es Salaam)
17. Metropolie van Centraal-Afrika (zetel: Kinshasa)
18. Metropolie van Khartoum en geheel Soedan (zetel: Khartoum)
19. Metropolie van Kameroen (zetel: Yaoundé)

## Bisdommen
1. Bisdom van Zambia (zetel: Lusaka)
2. Bisdom van Ghana (zetel: Accra)
3. Bisdom van Madagaskar (zetel: Antananarivo)
4. Bisdom van Kolwezi (zetel: Lubumbashi)
5. Bisdom van Mozambique (zetel: Maputo)